# Hamyang
Der Landkreis Hamyang (kor.: 함양군, Hamyang-gun) befindet sich in der Provinz Gyeongsangnam-do. Der Verwaltungssitz befindet sich in der Stadt Hamyang-eup. Der Landkreis hatte eine Fläche von 725 km² und eine Bevölkerung von 40.141 Einwohnern im Jahr 2019.
Ein Teil von Hamyang liegt auch im Einzugsbereich des Deogyusan (덕유산), einer Gebirgskette, in der sich auch der Deogyusan-Nationalpark befindet.

Lage des Landkreises in Südkorea